# We Who Are About to Die
Pour plus de détails, voir Fiche technique et Distribution.
We Who Are About to Die est un film américain réalisé par Christy Cabanne et sorti en 1937.
Le titre de ce film sur la peine de mort, basé sur une histoire vraie, fait allusion à la devise des gladiateurs, « We who are about to die, salute you, César! » (« Ceux qui vont mourir te saluent, César! »).

## Synopsis
Un homme est enlevé par des gangsters après avoir quitté son travail, puis arrêté à tort, jugé et condamné à mort pour les meurtres que les gangsters ont commis. Un détective le croit innocent et mène l'enquête pour lui sauver la vie.

## Fiche technique
- Réalisation : Christy Cabanne
- Scénario : John Twist d'après un roman de David Lansom
- Producteur : Edward Small
- Production : RKO Pictures
- Montage : Arthur Roberts
- Date de sortie :
  - États-Unis : 8 janvier 1937

## Distribution
- Preston Foster
- Ann Dvorak
- John Beal
- Frank M. Thomas